# ГЕС Rober S Kerr
ГЕС Rober S Kerr – гідроелектростанція у штаті Оклахома (Сполучені Штати Америки). Знаходячись між ГЕС Webbers Falls (вище по течії) та ГЕС Clyde T. Ellis (32,4 МВт), входить до складу каскаду на річці Арканзас, правій притоці Міссісіпі (басейн Мексиканської затоки).
В межах проекту річку перекрили комбінованою греблею висотою від тальвегу 18 метрів (від підошви фундаменту – 23 метри) та довжиною 2204 метри, яка складається з розташованої ліворуч земляної секції та правобережної бетонної ділянки. Остання потребувала 30 тис м3 матеріалу і включає водоскиди, машинний зал та судноплавний шлюз з розмірами камери 183х34 метри. Гребля утримує водосховище з площею поверхні 132,7 км² та об’ємом 648 млн млрд м3.
Інтегрований у греблю машинний зал обладнано чотирма турбінами типу Каплан потужністю по 34,3 МВт (загальна номінальна потужність станції рахується на рівні 126 МВт), які працюють при напорі від 6 до 14 метрів (номінальний напір 12 метрів.